# Ekbert (Wetigau)
Ekbert, auch Egbert (* vor 889; † 7. Februar vor 932) aus der Verwandtengruppe der Nachfahren Widukinds war ein sächsischer Graf, der Ende des 9. Jahrhunderts zu den engeren Vertrauten des ostfränkischen Königs Arnolf von Kärnten gehörte.
Ekbert gehörte zu den Nachfahren Widukinds und entstammte damit der mit Abstand einflussreichsten und vornehmsten Verwandtengruppe des nördlichen Sachsen. Er dürfte darüber hinaus zu den Vorfahren der späteren Billunger zählen, die über fünf Generationen die Herzöge in Sachsen stellten.
Ekbert fand erstmals im Jahr 889 als Graf im Wetigau an der Seite der Grafen Reithard und Hermann Erwähnung, bei denen es sich möglicherweise um seine Verwandten handelte. In den Jahren 892 und 893 nahm er wahrscheinlich mit seinem Aufgebot an den Feldzügen Arnolfs von Kärnten gegen die Mährer unter ihrem Fürsten Zwentibold teil, denen allerdings wenig Erfolg beschieden war. Dennoch soll Ekbert als Gegenleistung für seine Unterstützung von Arnolf zunächst im Sommer und dann noch einmal im Winter des Jahres 892 zusammen 66 Königshufen mit jeweils 60 Morgen Ackerland erhalten haben. Im Verhältnis zum Umfang der damals kultivierten Ackerflächen in Sachsen handelte es sich dabei um eine Schenkung von außergewöhnlicher Größe. Die Schenkung verteilte sich auf das Tilithigau an der Oberweser, das Marstemgau westlich von Hannover sowie das Loingau und das Bardengau in der Lüneburger Heide. Um 940 gehörten die Güter zum Familienbesitz der Billunger.
Ekberts wird in den Nekrologen von Gandersheim und Lüneburg sowie Triers gedacht, was eine herausragende Bedeutung zu Lebzeiten widerspiegelt. Außerdem wird er mit dem in einer Abschrift des ottonischen Familiennecrologs im St. Gallener Verbrüderungsbuch genannten Ekbert gleichgesetzt. Das würde ihn in enge verwandtschaftliche Beziehungen zum späteren sächsischen Königshaus der Liudolfinger rücken.
Gerd Althoff geht davon aus, dass Ekbert durch die reiche Schenkung Arnolfs „erst zur Herrschaftsbildung im nördlichen Sachsen befähigt wurde.“